# Microthele sphaerica
Espèce
Synonymes
- Macrothele sphaerica Zheng, Wu & Yang, 2024

Microthele sphaerica est une espèce d'araignées mygalomorphes de la famille des Macrothelidae.

## Distribution
Cette espèce est endémique du Yunnan en Chine,. Elle se rencontre dans les xians de Nanhua et de Xinping et à Chuxiong.

## Description
Le mâle holotype mesure 11,27 mm et la femelle paratype 16,15 mm.

## Systématique et taxinomie
Cette espèce a été décrite sous le protonyme Macrothele sphaerica par Zheng, Wu et Yang en 2024. Elle est placée dans le genre Microthele par Shao, Zhou et Lin en 2025.

## Publication originale
- Zheng, Wu & Yang, 2024 : « A new Macrothele species from China (Arachniidae: Macrothelidae). » Acta Arachnologica Sinica, vol. 33, no 2, p. 125-129.